# Viorel Cosma
Viorel Cosma (n. 30 martie 1923, Timișoara, România – d. 15 august 2017, București, România) a fost un muzicolog, lexicograf și critic muzical român.

## Biografie
Muzicologul, profesorul, lexicograful și criticul muzical Viorel Cosma s-a născut la 30 martie 1923 în Timișoara. Studiile muzicale (vioară) le-a început în copilărie la Conservatorul Municipal din Timișoara (1929–1931), continuându-le și amplificându-le la Universitatea Națională de Muzică din București (1945–1950) cu Mihail Jora, Leon Klepper, Marțian Negrea, Constantin Silvestri, George Georgescu, Ion Dumitrescu, Dimitrie Cuclin, Zeno Vancea etc.
A fost profesor la Conservatorul Alberto della Pergola din București (1945–1947), la Liceele de Muzică „Dinu Lipatti” și „George Enescu” din București (1951–1964), la Universitatea Națională de Muzică și Universitatea Hyperion din București (1951–1999). De asemenea, a desfășurat o intensă activitate de critică muzicală în presa din România și din străinătate, publicând peste 5.000 de eseuri, studii, articole, recenzii etc. A participat la numeroase Simpozioane și Conferințe de muzicologie în Europa și SUA, susținând comunicări științifice, conferințe, referate.
Viorel Cosma este coautor al libretului operetei Lăsați-mă să cânt de Gherase Dendrino (1954), reprezentată în România, Germania, URSS Austria, Belgia, Olanda, Bulgaria, Cehoslovacia etc.
Ca muzicolog a publicat peste 100 de volume (în limbile română, engleză, germană, rusă, bulgară, japoneză) cu caracter istoriografic, monografic, lexicografic, epistografic, precum și ediții de critică muzicală, muzicologie-comparată, antologii, ghiduri. Cele 14 volume dedicate lui George Enescu (în română, engleză, rusă, japoneză, bulgară), precum și lexicoanele Compozitori și muzicologi români (1965), Muzicieni români (1970), Muzicieni din România, vol. 1–10 (1989–2012) și Interpreți din România (1996) i-au adus o consacrare internațională. În 2005 a inițiat pentru tipar monumentala lucrare Enciclopedia muzicii din România (15 volume) din care au apărut primele două volume (A–B). Este membru a numeroase organisme, asociații și fundații profesionale din țară și de peste hotare (Georg Friedrich Händel Gesellschaft din Halle / Saale, The International Musicological Society din Basel, Gesellschaft für Musikforschung din Kassel, Société Française de Musicologie din Paris, Société Fryderyk Chopin din Varșovia etc.).
Viorel Cosma a pus bazele lexicografiei muzicale moderne în România, realizând – prin cele 9 lexicoane (1965–2006) – cea mai amplă exegeză lexicografică națională din lume. Investigația istorică se întinde pe o perioadă de cinci secole (1500–2000), muzicologul descoperind sute de nume de creatori români care au activat în țară și peste hotare. Ca profesor de muzicologie a ridicat prima generație profesionistă de muzicologi și critici muzicali români din secolul XX, deținând prima catedră de profil din cadrul Universității Naționale de Muzică din București. A adus contribuții esențiale la legăturile culturilor muzicale europene cu România, descoperind peste 100 de lucrări străine, inspirate din folclorul românesc (consemnate în Dicționarul interferențelor muzicale, în cicluri de concerte-experimentale sub genericul Vocația universală a folclorului românesc, în comunicări științifice susținute în România, Europa și SUA). În mod special, s-a ocupat de personalitatea lui George Enescu și legăturile sale de prietenie cu Franța și SUA, conferențiind la Universitatea Sorbone, Académie des Beaux Artes din Paris și Boston University. A redactat articole lexicografice la Grove’s Dictionary of Music and Musicians, Die Musik in Geschichte und Gegenwart, Dictionnaire des interprètes de Alain Pâris și la marile enciclopedii din lume (Sohlman Musiklexikon, Das Große Lexikon der Musik, Science de la Musique ș.a.).

## Premii și distincții
Doctor în Muzicologie al Universității Naționale de Muzică din București (1998) și Doctor Honoris Causa al Institutului de Arte din Chișinău, Viorel Cosma a fost distins cu Premiul Academiei Române (1974), premiul internațional al criticii muzicale Artisjus din Budapesta (1984), premiile Uniunii Compozitorilor (de 10 ori, obținând în 1999 premiul de excelență și în 2004 Marele Premiu)
A fost distins cu Ordinele „Coroana României”, „Steaua României” și Meritul Cultural în grad de Mare Ofițer (2006).
Este membru corespondent al Pontificia Accademia Tiberina din Roma, Italia, din 24 ianuarie 2004, instituție fondată în 1813 și Cetățean de onoare al municipiului Timișoara.

## Cărți tipărite
- Lăsați-mă să cânt, operetă de Gherase Dendrino, partitură pentru voce și pian - 1954
- Brav ostaș la datorie, colecție de cântece de Constantin Costoli -  1957;
- Ciprian Porumbescu (1853 - 1883) - 1957
- George Fotino - 1958
- Maiorul I. Ivanovici - 1958
- Figuri de lăutari - 1960
- Cununa Sânzienelor, operetă în două acte, libretul de I.U. Soricu și Viorel Cosma, muzica de Ion Borgovan - 1962
- Cântăreața Elena Teodorini - 1962
- Compozitori și muzicologi români: mic lexicon - 1965
- Un maestru al muzicii corale - Ion Vidu - 1965
- Nicolae Filimon - Critic muzical și folclorist - 1966
- Teodor Burada - Viața în imagini - 1966
- Teatrul muzical din Galați 1956-1966 - 1966
- Constantin Ghiban. Cânta la Stupea o vioară. Roman, îngrijire de ediție și prefață - 1961
- Filarmonica "George Enescu" din Bucuresti: 1868-1968 - 1968
- Mărturii ale istoriei locale în muzeele din județul Ilfov - 1969
- Muzicieni români - lexicon - 1970
- Corul Madrigal al Conservatorului - 1971
- Istoria învățământului din România - Compendiu, sub redacția acad. prof. dr. docent Constantin C. Giurescu - 1971
- Istoria muzicii universale. Antichitatea (I) - 1972
- Ion St. Paulian. În lumina izvoarelor documentare - 1973
- Zece romanțe - Voce și pian - 1974
- George Enescu. Scrisori - 1974 (vol. I); 1981 (vol. II)
- Bartok Bila levelei (Corespondența lui Bela Bartok), Budapesta, Zenemukiado Vallalat, 1955; idem în Bartok Bela levelei, ediție îngrijită de Demeny Janos, Budapesta, Zenemukiado, 1976, idem în Scrisori, ediție îngrijită și adnotată de Ferenc Laszlo, traducerea textelor de Gemma Zinveliu -  1976 (vol. I), 1977 (vol. II)
- Două milenii de muzică pe pământul României - 1977; idem în limba germană, 1980
- Dicționar cronologic al științei și tehnicii universale, coordonator: acad. Ștefan Bălan - 1979
- De la „Cântecul Zaverei” la Imnurile unității naționale: contributii la istoria cîntecului patriotic : (1821-1918) - 1978
- Stranitski Istorii Românskoi Muziki (Pagini din istoria muzicii românești) - coordonator Rufina Leites, Moscova; capitolele: Barbu Lăutarul, Nicolae Picu, Christache Ciolac, Grigoraș Dinicu - 1979
- România muzicală - 1981
- Pascal Bentoiu.În "The New Grove Dictionary of Music and Musicians", Londra, Macmillan - 1980
- Enescu azi: premise la redimensionarea personalității și operei - 1981
- Romanian Musical Acouslics. Brief historical overvieio Achivements, îngrijire de ediție și studiul Original romanian contributions to musical acoustics and organology - 1981
- A concise history of romanian music - 1982
- Dimitrie Cuclin. Corespondență. O istorie polemică a muzicii, pe marginea corespondenței Doru Popovici - Dimitrie Cuclin - 1983
- Interferenzen in der Musik: Studien und Aufsätze - 1984
- Florile copilăriei: versuri pentru toți copiii -  1984
- Anotimp de lumină: [poezii] - 1984
- Exegeze muzicologice (I) - 1984
- București – monografie], coordonatori: Nicolae Croitoru și Dumitru Târcob - 1985
- Dintre toate iubirile: versuri - 1986
- 40 de ani în fotoliul de orchestră - eseuri, studii, cronici muzicale (1946-1976) - 1986
- Nicolae Bretan. 16 Lieduri pe versuri de Mihai Eminescu - 1986 (ediție în limbile română și engleză)
- Dirijorul George Georgescu: mărturii în contemporaneitate : texte și documente - 1987
- Muzicieni din România - Lexicon vol. I (A-C) - 1989
- Eminescu. Un veac de nemurire, album alcătuit de Victor Crăciun, capitolul Eminescu și muzica, vol. II - 1991
- L'Athénée Roumain. Un symbole de la culture roumaine (ed. trilingvă) - 1991
- George Enescu: cronica unei vieți zbuciumate - 1991
- Dinu Lipatti: cronica unei vieți tragice - 1992
- Lăutarii de ieri și de azi ed. II - 1996
- Dirijori, cântareti, instrumentiști, regizori - 1996
- Interpreți din România: lexicon bio-bibliografic, vol. I (A-F) - 1996
- Marte și Euterpe: muzica și armata : eseuri, studii, cronici muzicale : (1946-1996) -  1996
- Martin Opitz: Zlatna sau Cumpăna Dorului, traducere de Mihai Gavril, postuma Viorel Cosma - 1997
- Un surprinzător concert al tinerelor talente lirice - 1997
- Panoramic România - album, coordonator editorial Dumitru Ioncică, capitolul Muzică, București - 1998 (ediția I); 1999 (ediția II); ediție trilingvă (română, franceză și engleză)
- Enciclopedia marilor personalități din istoria, știința și cultura românească de-a lungul timpului, coordonator Ion Văduva-Poenaru (9 schițe monografice) - 1998
- Sergiu Celibidache - Concertul de adio - 1998
- Dirijorul Eizio Massini - 1998
- George Enescu. Un suflet românesc în universalitate - 1998
- Muzicieni din România - Lexicon vol. II - 1999
- Portrete sentimentale - Petre Ștefănescu-Goangă - 1999
- George Enescu: a tragic life in pictures - 2000
- Muzicieni din România - Lexicon vol. III - 2000
- Eminescu în universul muzicii - 2000
- Eseuri, exegeze și documente enesciene - 2001
- Muzicieni din România - Lexicon vol. IV - 2001
- Muzicieni din România - Lexicon vol. V - 2002
- George Enescu - un portret lexicografic - 2003
- George Enescu în memoria timpului - evocări, amintiri, însemnări memorialistice - 2003
- Muzicieni din România - Lexicon vol. VI - 2003
- Un ospătar la curtea regelui Melos: APOSTOL APOSTOLIDE - 2003
- Oedipe de George Enescu. Dosarul premierelor 1936-2003 - 2004
- Muzicieni din România - Lexicon vol. VII - 2004
- Muzicieni din România - Lexicon vol. VIII - 2005
- George Enescu - Concertul de adio - 2005
- George Enescu - un muzician român singular - An Oustanding Romanian Musician - 2005
- Enciclopedia muzicii românești de la origini până în zilele noastre - 2005 [2]
- Muzicieni din România - Lexicon vol. IX - 2006
- Istoria muzicilor militare - 2006
- 60 de ani în loja Operei: cronici muzicale de operă, operetă, musical, balet - Vol. 1-2, 2007-2008
- București, citadela seculară a lăutarilor români: (1550-1950) : cârciumi, birturi, bodegi și restaurante, racherii și berării, parcuri și grădini cu muzica, dinastii de lăutari  - 2009
- Dirijorul Marin Constantin - Portret eseistic - 2011
- 100 portrete sentimentale - vol. 1 - 2011
- De la Cantemir și Enescu până la Lipatti și Ursuleasa - Copiii-minune ai muzicii românești (1673-2013) - 2013
- 125 - Ateneul Român în oglinda istoriei... - 2015
- George Enescu. Muzicianul de geniu în imagini - George Enescu. The musical genius in pictures - Le musicien de génie en images, selecția, introducerea și legendele fotografiilor de Viorel Cosma - 2015
- Florilegiu enescian - 2016
- Enciclopedia muzicii românești - Vol 1:(A-B) ; vol. 2 (B) - 15 vol.(2005 -)

## Colaborări
- Straje Mihail. DICȚIONAR DE PSEUDONIME ALE SCRIITORILOR ȘI PUBLICIȘTILOR ROMÂNI, București, Edit. Minerva, 1973;
- Alexandru, Tiberiu. COSMA, VIOREL. DIE MUSIK IN GESCHISHTE UND GEGENSWART (MGG), Vol. 15, Bärenreiter Verlag, 1973;
- Frank, Paul - Altmann, Wilhelm. KURZGEFAßTES TONKÜNSTLER LEXICON, Vol. 1 (A - K), Wilhelmshawen, Heinrichshofen"s Verlag, 1974;
- SOHLMANS MUSIKLEXIKON, Vol. 2 (Campra - Fue), Stockholm, Sohlmans Förlag AB, 1975;
- MUZÎKALNAIA ENȚIKLOPEDIA Vol. 3 (K - O), Moscova, 1976;
- INTERNATIONAL WHO'S WHO IN MUSIC AND MUSICIANS DIRECTORY, Edited by Adrian Gaster, Cambridge, 1977;
- BAKER'S BIOGRAPHICAL DICTIONARY OF MUSIC. Sixth Edition. Revised by Nicolas Slonimski, Londra, Collier Macmillan Publishers, 1978;
- Sava, Iosif și Vartolomei, Luminița. DICȚIONAR DE MUZICĂ. București, Edit. Științ. Encicl., 1979;
- Alexandru, Tiberiu. COSMA VIOREL. THE NEW GROVE'S DICTIONARY OF MUSIC AND MUSICIANS, Londra, Macmillan, 1980;
- Datcu, Iordan. DICȚIONARUL FOLCLORIȘTILOR II. FOLCLORUL MUZICAL, COREGRAFIC ȘI LITERAR ROMÂNESC, București, Edit. Litera, 1983;
- WHO'S WHO IN EUROPA. DICTIONNAIRE BIOGRAPHIQUE DES PERSONALITÉS EUROPÉENNES CONTEMPORAINES, Ed. 5, Waterloo, Edit. Servi - Tech, 1983;
- Sava, Iosif și Rusu, Petre. ISTORIA MUZICII UNIVERSALE ÎN DATE, București, Edit. Muzicală, 1983;
- Sanda, George. DICȚIONARUL ENIGMISTULUI, București, Edit. Sport - Turism, 1983;
- MIC DICȚIONAR ENCICLOPEDIC. Ed. III Revăzută și adăugită, București, Edit. Științ. Encicl., 1986;
- WHO'S WHO IN EUROPE. 7 - édition, Waterloo, Database, 1987;
- Ionescu, Gheorghe C. LEXICON ..., București, Edit. Diogene, 1994;
- Ionescu, Șerban N. WHO WAS WHO IN TWENTIETH CENTURY ROMANIA, Boulder, Columbia University Press, 1994;
- Sava, Iosif și Vartolomei, Luminița. MICĂ ENCICLOPEDIE MUZICALĂ. Craiova, Edit. Aius, 1997;
- Datcu, Iordan. DICȚIONARUL ETNOLOGILOR ROMÂNI, București, Edit. Saeculum, 1998;
- Avram, Mioara (coordonator). DICȚIONAR ENCICLOPEDIC ILUSTRAT; Chișinău, Edit. Carter, 1999;
- INTERNATIONAL WHO'S WHO IN MUSIC AND MUSICIANS, 17- th Edition, Cambridge, 2000.